# 呂御梅
呂御梅（朝鮮語: 여어매 または 려어매）は、中国唐の学者であり、朝鮮氏族の咸陽呂氏の始祖である。
萊州出身、唐の翰林学士で、黄巣が反乱を起こした877年（乾符4年）、新羅に帰化した。慶尚北道星州郡の碧珍面に定着して、高麗時代に典書を務めた。